# ورزشگاه آرنا کورینتیانس

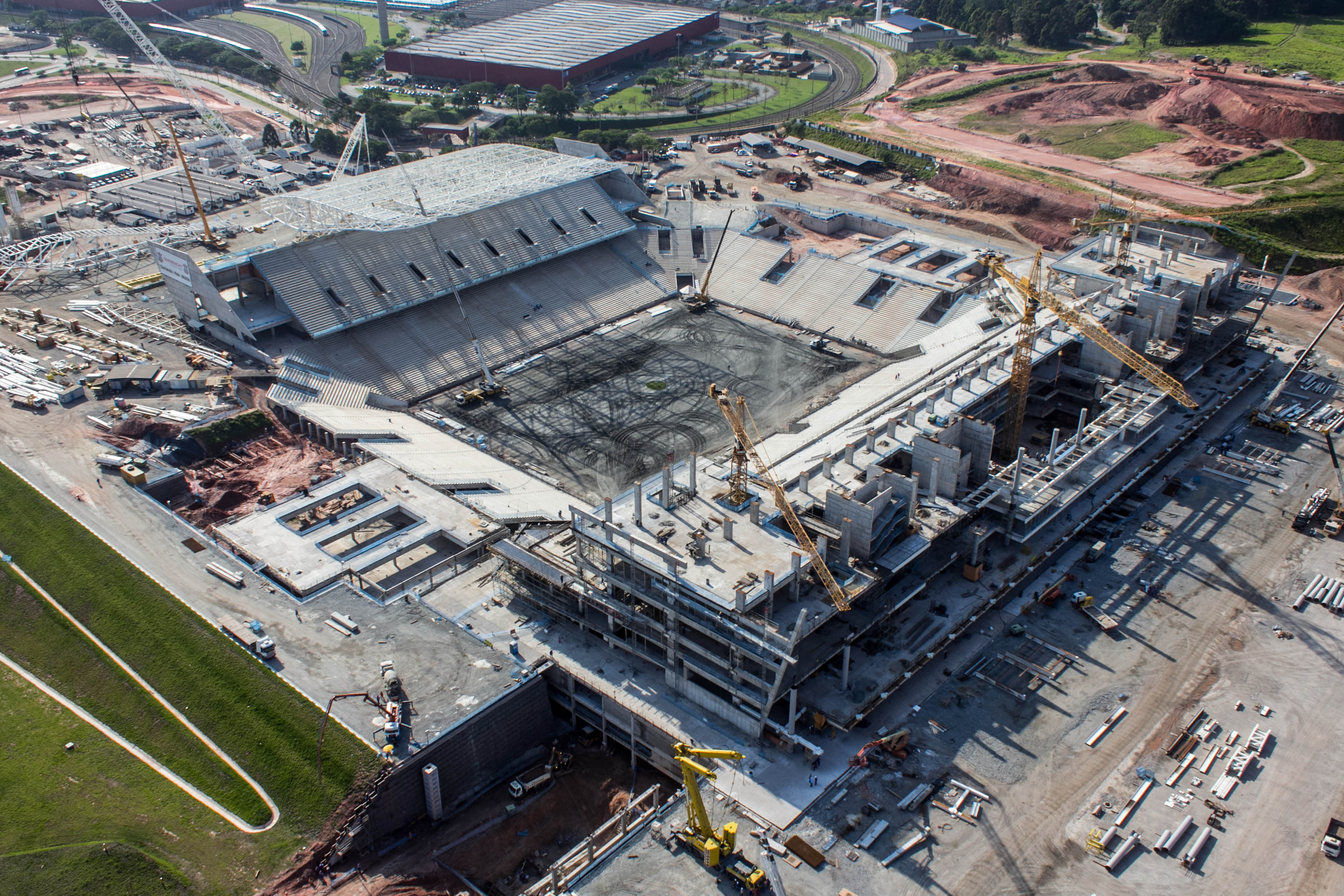
ورزشگاه آرنا کورینتیانس دسامبر ۲۰۱۲

ورزشگاه آرنا کورینتیانس (به پرتغالی: Arena Corinthians) ورزشگاهی در شهر سائوپائولو در کشور برزیل است.
این ورزشگاه که در سال ۲۰۱۱ شروع به ساخت شده در آوریل ۲۰۱۴ به بهره‌برداری رسیده و ۴۸٬۲۳۴ نفر ظرفیت دارد.